# 글로벌 아빠 찾아 삼만리
《글로벌 아빠 찾아 삼만리》는 월요일 밤 10시 45분부터 11시 55분까지 EBS 1TV에서 방송된 교양 프로그램이다. KT, SK브로드밴드, LG유플러스 IPTV VOD 서비스에서도 시청 가능하다.

## 방송 시간

### 본방송
| 방송 채널 | 방송 기간                         | 방송 시간                                           |
| --------- | --------------------------------- | --------------------------------------------------- |
| EBS 1TV   | 2015년 9월 2일 ~ 2016년 8월 24일  | 매주 수요일 저녁 7시 50분 ~ 저녁 8시 40분(50분)     |
| EBS 1TV   | 2016년 8월 30일 ~ 2018년 2월 20일 | 매주 화요일 밤 10시 45분 ~ 밤 11시 35분(50분)       |
| EBS 1TV   | 2018년 5월 22일 ~ 2018년 8월 14일 | 매주 화요일 밤 10시 45분 ~ 밤 11시 55분(1시간 10분) |
| EBS 1TV   | 2019년 4월 22일 ~ 2019년 8월 12일 | 매주 월요일 밤 10시 45분 ~ 밤 11시 55분(1시간 10분) |

### 재방송
| 방송 채널 | 방송명                         | 방송 기간                          | 방송 시간                                       |
| --------- | ------------------------------ | ---------------------------------- | ----------------------------------------------- |
| EBS 1TV   | 글로벌 아빠 찾아 삼만리 스페셜 | 2016년 9월 2일 ~ 2017년 2월 24일   | 매주 금요일 저녁 7시 50분 ~ 밤 8시 40분(50분)   |
| EBS 1TV   | 글로벌 아빠 찾아 삼만리 스페셜 | 2017년 9월 1일 ~ 2017년 11월 10일  | 매주 금요일 저녁 7시 50분 ~ 밤 8시 40분(50분)   |
| EBS 1TV   | 글로벌 아빠 찾아 삼만리 스페셜 | 2017년 11월 24일 ~ 2018년 2월 23일 | 매주 금요일 저녁 7시 50분 ~ 밤 8시 40분(50분)   |
| EBS 1TV   | 글로벌 아빠 찾아 삼만리 스페셜 | 2017년 3월 3일 ~ 2017년 8월 25일   | 매주 금요일 저녁 7시 55분 ~ 저녁 8시 50분(55분) |
| EBS 1TV   | 글로벌 아빠 찾아 삼만리 스페셜 | 2017년 11월 17일                   | 매주 금요일 저녁 8시 ~ 저녁 8시 50분(50분)      |

## 참고 사항
- 코로나바이러스-19 대유행 격상 이전에 방영분이다.

## 같이 보기
- 러브 인 아시아
- 삼청동 외할머니
- 헬로! 이방인
- 미녀들의 수다
- 비정상회담
- 다문화 고부열전
- 이웃집 찰스
- 글로벌 남편백서 내편, 남편
- 어서와~ 한국은 처음이지?
- 대한외국인
- 남의 나라 살아요 - 선 넘은 패밀리